# Třebom
Třebom (niem. Thröm) – wieś w Czechach, w kraju morawsko-śląskim, w okresie Opawa. Według danych z dnia 1 stycznia 2010 liczyła 224 mieszkańców.
Miejscowość wzmiankowano po raz pierwszy w 1349 roku jako Tryboum.
Miejscowość leży w tzw. ziemi hulczyńskiej, po wojnach śląskich należącej do Królestwa Prus a przyłączonym (wbrew woli mieszkańców) do Czechosłowacji w 1920. Była jedną z dwóch (obok wsi Sudice) miejscowości o niemieckim charakterze językowym, w 1890 liczyła 953 mieszkańców, z czego 905 Niemców.
Do 21 grudnia 2007 r. w miejscowości funkcjonowały przejścia graniczne: Třebom-Gródczanki i Třebom-Kietrz, które na mocy Układu z Schengen zostały zlikwidowane.